# Pila de óxido de plata

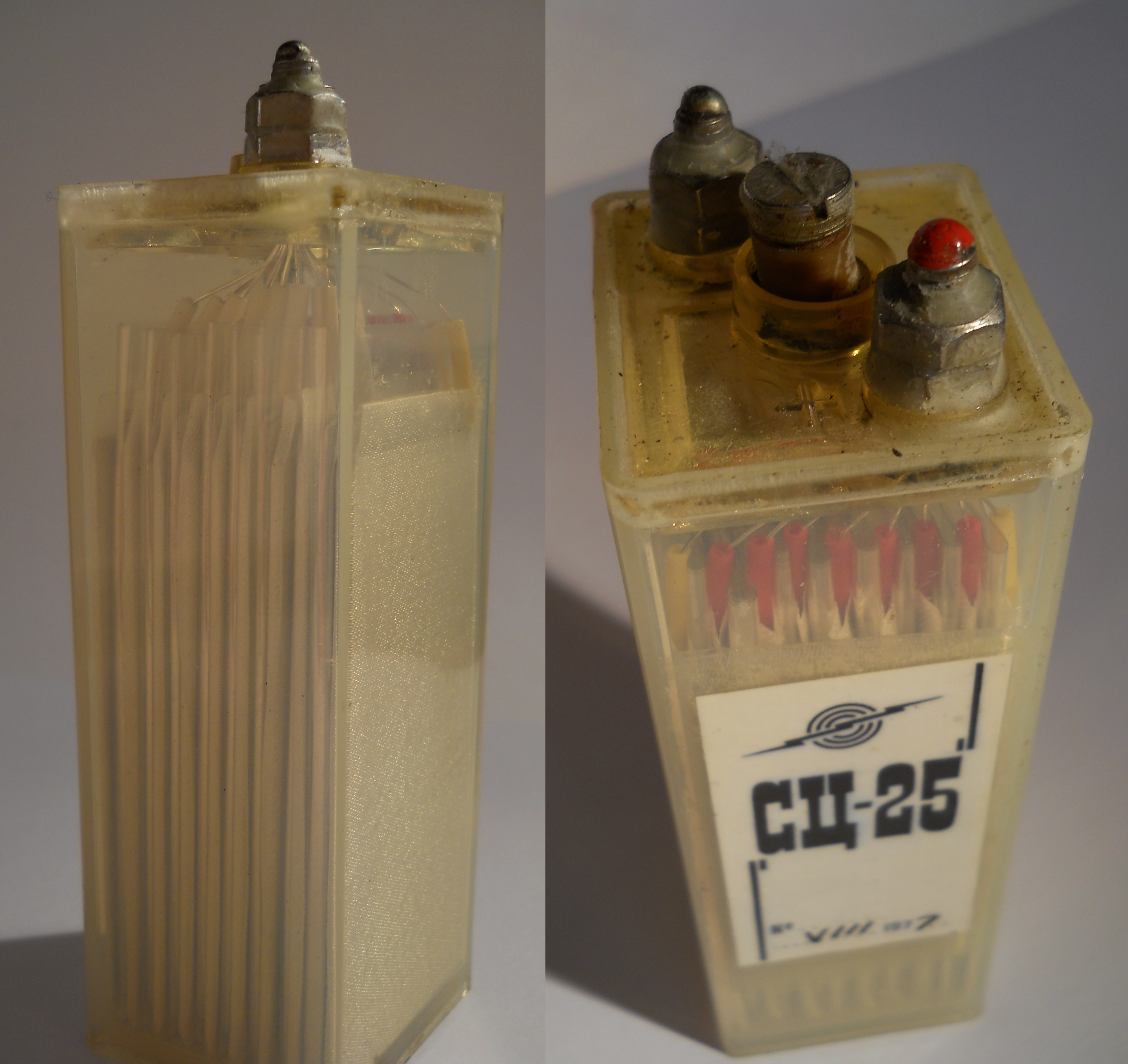
Pila de óxido de plata

Una pila de óxido de plata o pila de plata-óxido (IEC: S) es una celda primaria con una relación relativamente muy alta de energía / peso. Su costo está vinculado al precio de la plata. Las pilas usadas pueden ser procesadas para recuperar su contenido de plata. 

## Química
Una batería de óxido de plata usa óxido de plata (I) como electrodo positivo ( cátodo ), zinc como electrodo negativo ( ánodo ), más un electrólito alcalino , generalmente hidróxido de sodio (NaOH) o hidróxido de potasio (KOH). La plata se reduce en el cátodo de Ag (I) a Ag, y el zinc se oxida de Zn a Zn (II).
La semirreacción en el borne negativo:
{\displaystyle {\ce {Ag2O + 2H+ + 2e- -> 2Ag + H2O}}}, {\displaystyle (E^{\circ }=+1.17{\text{ V}})}
La reacción en el electrolito:
{\displaystyle {\ce {2H2O -> 2H+ + 2OH-}}}, {\displaystyle (E^{\circ }=-0.83{\text{ V}})}
La semireacción en el borne positivo:
{\displaystyle {\ce {{Zn}+2OH^{-}->{\overset {Zinc~hidroxido}{Zn(OH)2}}+2e-}}},  {\displaystyle (E^{\circ }=-1.22{\text{ V}})}
Reacción general:
{\displaystyle {\ce {Zn + H2O + Ag2O -> Zn(OH)2 + 2Ag}}}, {\displaystyle (E^{\circ }=+1.56{\text{ V}})}
Reacción general (forma anhidra):
{\displaystyle {\ce {Zn + Ag2O ->[{\ce {KOH/NaOH}}] ZnO + 2Ag}}}

## Características
En comparación con otras baterías, una batería de óxido de plata tiene una mayor tensión en circuito abierto de una pila de mercurio, y una curva de descarga más plana que la de una pila alcalina estándar.

## Aplicaciones
Están disponibles en cualquiera de los tamaños muy pequeños como las pilas de botón, donde la cantidad de plata utilizada es pequeña y no contribuye de manera significativa a los costes de los productos en general, o en grandes pilas de diseño personalizado, donde las características de rendimiento superiores del óxido de plata química superan las consideraciones de costo.
Las pilas primarias de óxido de plata representan más del 20% de todas las ventas de baterías primarias de Japón (67.000 de 232.000 en septiembre de 2012).
Las celdas grandes encontraron algunas aplicaciones espaciales o militares. 

### Espaciales
Se utilizó un juego de baterías de plata-zinc con un peso total de aproximadamente 50 kg (batería de filamento - 5 celdas С -Д-70, 140 A , h , 7,5 V ; una batería de ánodo - 86 celdas СЦД-18, 30 A · h , 130 V ) para la alimentación eléctrica del primer satélite artificial, el Sputnik I, lanzado por la URSS el 4 de octubre de 1957. El funcionamiento continuo de los transmisores duró 21 días después del lanzamiento. Estas baterías representaron alrededor del 60% de la masa del satélite, que pesaba 83,6 kg .
Se utilizaron dos baterías de plata-zinc con una capacidad de 120 Ah y una tensión de 36 V en vehículos lunares que se utilizaron para transportar astronautas en la Luna durante el programa Apolo. La máxima distancia teórica en la Luna fue de 92 km, pero en la práctica,  la distancia recorrida fue de 35,9 kilómetros por los astronautas del Apolo 17.
Después del incidente del Apolo 13, se agregó una batería de plata-zinc al módulo de servicio para que sirva como fuente de energía de respaldo.

### Militares
Se utiliza torpedos eléctricos como los estadounidenses Mk-37, los alemanes DM2A4 o los soviéticos SET-65, USET-80.

## Contenido de mercurio
Las baterías de óxido de plata se vuelven peligrosas en el inicio de la fuga; esto generalmente toma 5 años desde el momento en que se ponen en uso (lo que coincide con su vida útil normal). Hasta hace poco, todas las baterías de óxido de plata contenían hasta un 0,2% de mercurio. El mercurio se incorporó en el ánodo de zinc para inhibir la corrosión en el ambiente alcalino. Sony comenzó a producir las primeras baterías de óxido de plata sin mercurio en 2004.